# Sowiecka Formuła Mondial Sezon 1991
Sowiecka Formuła Mondial Sezon 1991 – czwarty i ostatni sezon Sowieckiej Formuły Mondial (drugi pod nazwą Formuła 1600). Składał się z trzech eliminacji. Mistrzem został Aleksandr Potiechin (Estonia 21.10).

## Kalendarz wyścigów
| Runda | Data        | Tor   | Pole position | Najszybsze okrążenie | Zwycięzca (kierowcy)     | Zwycięzca (zespoły)    |
| ----- | ----------- | ----- | ------------- | -------------------- | ------------------------ | ---------------------- |
| 1     | 27 kwietnia | Kijów | ?             | ?                    | Aleksandr Miedwiedczenko | Sowieckaja Armia Kijów |
| 2     | 9 czerwca   | Ryga  | ?             | ?                    | Aleksandr Potiechin      | DOSAAF Moskwa          |
| 3     | 18 sierpnia | Kijów | ?             | ?                    | Wiktor Kozankow          | DOSAAF Moskwa          |

## Klasyfikacja kierowców
| Legenda oznaczeń w tabelach wyników Wyświetl szablon na nowej stronie | Legenda oznaczeń w tabelach wyników Wyświetl szablon na nowej stronie                                                                     |
| Oznaczenie                                                            | Wyjaśnienie |
| --------------------------------------------------------------------- | --- |
| Złoty                                                                 | Zwycięzca lub mistrzostwo |
| Srebrny                                                               | 2. miejsce lub wicemistrzostwo |
| Brązowy                                                               | 3. miejsce lub II wicemistrzostwo |
| Zielony                                                               | Ukończył, punktował (w klasyfikacji generalnej, gdy zdobył co najmniej jeden punkt na przestrzeni sezonu, poza trzema powyższymi opcjami) |
| Niebieski                                                             | Ukończył, nie punktował (w klasyfikacji generalnej, gdy nie zdobył co najmniej jednego punktu na przestrzeni sezonu)                      |
| Czerwony                                                              | Nie zakwalifikował się (NZ) |
| Czerwony                                                              | Nie prekwalifikował się (NPK) |
| Różowy                                                                | Nie ukończył (NU) |
| Różowy                                                                | Niesklasyfikowany (NS) (w klasyfikacji generalnej, gdy nie został sklasyfikowany w żadnym wyścigu sezonu)                                 |
| Czarny                                                                | Zdyskwalifikowany (DK) |
| Czarny                                                                | Wykluczony (WYK/EX) |
| Biały                                                                 | Nie wystartował (NW) |
| Biały                                                                 | Kontuzjowany (K/INJ) |
| Biały                                                                 | Wyścig odwołany (OD/C) |
| Bez koloru                                                            | Został wycofany (WYC/WD) |
| Bez koloru                                                            | Nie przybył (NP/DNA) |
| Bez koloru                                                            | Nie brał udziału w treningach (NT/DNP) |
| Bez koloru                                                            | Nie został zgłoszony (–) |
| Pogrubienie                                                           | Start z pole position |
| Kursywa                                                               | Najszybsze okrążenie wyścigu |
| †                                                                     | Nie ukończył, ale jego rezultat został zaliczony ze względu na przejechanie więcej niż 90% dystansu wyścigu.                              |
| *                                                                     | Sezon w trakcie |
| 1/2/3                                                                 | Punktowana pozycja w sprincie kwalifikacyjnym                                                                                             |
| Lista systemów punktacji Formuły 1                                    | |

| Poz. | Kierowca                 | Zespół                     | CZJ | RGA | CZJ | Punkty |
| ---- | ------------------------ | -------------------------- | --- | --- | --- | ------ |
| 1    | Aleksandr Potiechin      | DOSAAF Moskwa              | NW  | 1   | 2   | 96     |
| 2    | Aleksandr Miedwiedczenko | Sowieckaja Armia Kijów     | 1   | 4   | -   | 91     |
| 3    | Aleksandr Nesterow       | DOSAAF Moskwa              | 2   | -   | 3   | 89     |
| 4    | Andriej Krietow          | DOSAAF Moskwa              | 3   | 3   | NU  | 86     |
| 5    | Aleksandr Romaszin       | DOSAAF Borysów             | -   | 6   | 4   | 80     |
| 6    | Jurij Gucaljuk           | Mińsk                      | -   | 10  | 6   | 74     |
| 7    | Aleksandr Armand         | DOSAAF Moskwa              | 4   | NU  | ?   |        |
| 8    | Wiktor Kozankow          | DOSAAF Moskwa              | -   | -   | 1   | 50     |
| 9    | Aleksandr Ponomariew     | DOSAAF Togliatti           | NU  | 2   | NU  | 46     |
| 10   | Aleksandr Saunkin        | DOSAAF Gorki               | -   | -   | 5   | 40     |
| 11   | Heino Karikosk           | HK Racing                  | -   | 5   | -   | 40     |
| 12   | Timur Kandelaki          | Moskwa                     | 5   | -   | -   | 40     |
| 13   | Raivo Hääl               | DOSAAF Tallinn             | 6   | -   | -   | 39     |
| 14   | Michaił Michajłow        | Moskwa                     | NW  | 7   | -   | 38     |
| 15   | Wiktor Gasenko           | DOSAAF Kijów               | -   | 8   | -   | 37     |
| 16   | Olieg Bezik              | DOSAAF Brześć              | -   | 9   | -   | 36     |
| NS   | Toivo Asmer              | Tallept Toivo Asmer Racing | NW  | NU  | -   | 0      |
| NS   | Mart Kongo               | DOSAAF Tallinn             | -   | NU  | -   | 0      |